# Макмастер Буджолд, Лоис
Лоис Макма́стер Бу́джолд (англ. Lois McMaster Bujold, имя при рождении — Лоис Джой Макмастер (англ. Lois Joy McMaster); род. 2 ноября 1949 года) — американская писательница-фантаст. Широкую известность приобрела благодаря циклу фантастических произведений о Майлзе Форкосигане из цикла «Сага о Форкосиганах». В последние годы также активно развивает фэнтезийные циклы «Шалион» и «Разделяющий нож».
Награждена литературными премиями «Небьюла» трижды (за произведения «В свободном падении», «Горы скорби», «Паладин душ») и «Хьюго» пять раз (за «Горы скорби», «Игра форов», «Барраяр», «Танец отражений», «Паладин душ»).
Отец — Роберт Чарльз Макмастер (англ. Robert Charles McMaster). Окончила Upper Arlington High School в 1967 году и училась в Университете Штата Огайо в 1968—1972 годах.
В 1971 году вышла замуж за Джона Фредрика Буджолда (англ. John Fredric Bujold). У Лоис двое детей: Анна (род. 1979) и Пол (род. 1981). Развелась с Буджолдом в начале 1990-х. Живёт в Миннеаполисе.

### Романы
- «Shards of Honor» (1986) — «Осколки чести»
- «The Warrior’s Apprentice» (1986) — «Ученик воина»
- «Ethan of Athos» (1986) — «Этан с планеты Эйтос (Этан с Афона)»
- «Falling Free» (1987) — «В свободном падении» — Небьюла-1988
- «Brothers in Arms» (1989) — «Братья по оружию»
- «The Vor Game» (1990) — «Игра форов» — Хьюго-1991
- «Barrayar» (1991) — «Барраяр» — Хьюго-1992
- «The Spirit Ring» (1992) — «Кольца духов»
- «Mirror Dance» (1994) — «Танец отражений» — Хьюго-1995
- «Cetaganda» (1995) — «Цетаганда»
- «Memory» (1996) — «Память»
- «Komarr» (1998) — «Комарра»
- «A Civil Campaign» (1999) — «Гражданская кампания»
- «Winterfair Gifts» (1999) — «Подарки к зимнепразднику»
- «The Curse of Chalion» (2001) — «Проклятие Шалиона»
- «Diplomatic Immunity» (2002) — «Дипломатическая неприкосновенность»
- «Paladin of Souls» (2003) — «Паладин душ» — Хьюго-2004, Небьюла-2004, Локус-2004
- «The Hallowed Hunt» (2005) — «Священная охота»
- «The Sharing Knife: Beguilment» (2006) — «Разделяющий нож. Приманка»
- «The Sharing Knife: Legacy» (2007) — «Разделяющий нож. Наследие»
- «The Sharing Knife: Passage» (2008) — «Разделяющий нож. В пути»
- «The Sharing Knife: Horizon» (2009) — «Разделяющий нож. Горизонт»
- «CryoBurn» (2010) — «Криоожог»[3]
- «Captain Vorpatril’s Alliance» (2012) — «Союз капитана Форпатрила»
- «Gentleman Jole and the Red Queen» (2016) — «Адмирал Джоул и красная королева[англ.]»

### Повести
- «The Borders of Infinity» (1987) — «Границы бесконечности».
- «The Mountains of Mourning» (1989) — «Горы скорби» — Хьюго-1990, Небьюла-1989.
- «Labyrinth» (1989) — «Лабиринт».
- Повести «Горы скорби», «Лабиринт» и «Границы бесконечности» вместе составляют книгу «Границы бесконечности».
- «Dreamweaver’s Dilemma» (1996) — «Плетельщица снов».
- «The Adventure of the Lady on the Enbankment» (1997) — «Приключение дамы на набережной».
- «Weatherman» (1990) впоследствии вошла как первая часть в роман «Игра Форов».
- «Winterfair Gifts» (первое издание — на хорватском языке, 2002) — «Подарки к Зимнепразднику».
- «The Flowers of Vashnoi» (сетевое издание, 2018) — «Цветы Вашнуя» (Форкосиган Вашнуй - бывшая столица Барраяра, уничтоженная цетагандийцами во время Цетагандийской кампании при помощи ядерной бомбардировки; на период повествования, спустя десятилетия после уничтожения - радиоактивная пустыня).

### Рассказы
- «Barter» (1985) — «Бартер»
- «The Hole Truth» (1986) — «Истина в дыре» («Провалиться нам на этом месте», «Вся дырявая правда»)
- «Garage Sale» (1987) — «Гаражная распродажа»
- «Aftermaths» (1987) впоследствии вошёл в качестве послесловия в роман «Осколки чести»

### Нефантастические книги и статьи
- «Allegories of Change New Destinies» (1989)
- «The Unsung Collaborator» (1989)
- «Free Associating About Falling Free» (1990)
- «My first novel» (1990) — «Мой первый роман» (он же выходил в 1992 г. под названием «Getting Started Writers of the Future»)
- «Beyond Genre Barriers» (1992)
- «Mind Food: Writing Science Fiction» (1997)